# Місяйло Андрій Федорович
Андрій Федорович Місяйло (нар. 24 березня 1988, Курахове, Донецька область, УРСР) — український футболіст, півзахисник аматорського клубу «Рокита».

## Клубна кар'єра
Вихованець донецьких клубів «Шахтар» та «Металург», кольори яких захищав у молодіжних чемпіонатах України (ДЮФЛУ). Футбольну кар'єру розпочав у резервній команді донецького «Металурга». У 2006 році захищав кольори клубу «Гірник-спорт». Наступного року виступав у другій команді маріупольського «Іллічівця», «Іллічівці-2». На початку 2008 року перейшов до полтавської «Ворскли», але виступав лише в дублюючому складі цього клубу. Під час зимового трансферного вікна 2009 року підписав контракт з «Кременем». З 2012 по 2013 рік захищав кольори клубів «Гірник-спорт» та «Карлівка». У 2014 році перейшов до «Макіїввугілля». З 2015 року виступав на аматорському рівні, захищав кольори «Глобино», «Рокити» та «Колос» (Лазорки).

## Кар'єра в збірній
Викликався до студентської збірної України, в складі якої в 2007 та 2009 роках вигравав Літню Універсіаду.

## Статистика виступів

### Клубна
Станом на 28 червня 2010
| Клуб             | Сезон   | Ліга  | Ліга | Кубок | Кубок | Загалом | Загалом |
| Клуб             | Сезон   | Матчі | Голи | Матчі | Голи  | Матчі   | Голи    |
| ---------------- | ------- | ----- | ---- | ----- | ----- | ------- | ------- |
| Металург (U-21)  | 2005-06 | 3     | 0    | 0     | 0     | 3       | 0       |
| Металург (U-21)  | Загалом | 3     | 0    | 0     | 0     | 3       | 0       |
| «Гірник-спорт»   | 2005-06 | 10    | 1    | 0     | 0     | 10      | 1       |
| «Гірник-спорт»   | 2006-07 | 13    | 2    | 1     | 0     | 14      | 2       |
| «Гірник-спорт»   | Загалом | 23    | 3    | 1     | 0     | 24      | 3       |
| Іллічівець-2     | 2006-07 | 7     | 0    | 0     | 0     | 7       | 0       |
| Іллічівець-2     | 2007-08 | 3     | 0    | 0     | 0     | 3       | 0       |
| Іллічівець-2     | Загалом | 10    | 0    | 0     | 0     | 10      | 0       |
| «Ворскла» (U-21) | 2007-08 | 8     | 0    | 0     | 0     | 8       | 0       |
| «Ворскла» (U-21) | Загалом | 8     | 0    | 0     | 0     | 8       | 0       |
| «Ворскла» (U-21) | 2008-09 | 15    | 0    | 0     | 0     | 15      | 0       |
| «Ворскла» (U-21) | Загалом | 15    | 0    | 0     | 0     | 15      | 0       |
| «Кремінь»        | 2009-10 | 21    | 1    | 0     | 0     | 8       | 0       |
| «Кремінь»        | Загалом | 21    | 1    | 0     | 0     | 21      | 1       |
| Career           | Total   | 80    | 4    | 1     | 0     | 21      | 4       |

## Досягнення

### Збірна
- Літня Універсіада
  -  Чемпіон (2): 2007, 2009

### Відзнаки
- Майстер спорту Міжнародного класу: 2007